# Toverstok (Harry Potter)
De toverstokken uit de Harry Potter-boeken van de Britse schrijfster J.K. Rowling zijn bijzondere toverstaven.
Bij de meeste magie die door mensen wordt bedreven, wordt er gebruikgemaakt van een toverstaf. Het is wel mogelijk om spreuken toe te passen zonder een toverstok, maar bij de meeste tovenaars zijn de resultaten dan ongeconcentreerd. Huis-elfen en Kobolden is het niet toegestaan om toverstokken te dragen en/of te gebruiken. Huis-elfen kunnen echter hun eigen magie bedrijven zonder toverstok.
De toverstokken in de Harry Potter-boeken zijn gemaakt van hout en bevatten een kern. De kern van een stok is altijd van een krachtige, magische substantie. Toverstokken worden geclassificeerd door middel van vier kenmerken: lengte, houtsoort, eigenschap van de handbeweging wanneer ermee gezwaaid wordt en het type kern. Voor het kiezen van een toverstok moeten bepaalde maten gemeten worden: van schouder tot vinger, van pols tot elleboog, van schouder tot vloer, van knie tot oksel, de omtrek van je hoofd en de afstand tussen je neusgaten.
Een belangrijk moment in het leven van iedere tovenaar is het moment waarop hij zijn toverstaf koopt. De tovenaar kiest niet de staf maar de staf kiest de tovenaar. De maker zal de jonge tovenaar er een aantal laten uitproberen, en wanneer de juiste staf gevonden is zal deze reageren. Een tovenaar zal zijn staf zijn hele leven blijven gebruiken zodat staf en tovenaar van elkaars ervaring leren, en de meeste tovenaars zijn derhalve erg gehecht aan hun staf. Met een staf die niet de zijne is kan een tovenaar in principe wel toveren, maar in mindere mate dan met zijn eigen staf. Een toverstaf is een persoonlijk en onvervangbaar artefact voor een tovenaar, wat verklaart dat Lucius Malfidus zijn staf met tegenzin aan Voldemort afstond, Hagrid zijn gebroken staf in een paraplu bij zich houdt, en Harry Potter zijn eigen oude staf zelfs verkoos boven de Zegevlier.
De bekendste toverstokkenmaker van Groot-Brittannië is meneer Olivander. Zijn winkel, Olivander: Maker van Exclusieve Toverstokken sedert 382 voor Christus, bevindt zich aan de Wegisweg. Een andere Europese toverstokkenmaker is Stavlov, hij heeft onder andere de staf van Viktor Kruml gemaakt en is ook een tijdje in het bezit geweest van de Zegevlier.
Als een toverstok beschadigd of gebroken is, kan dit onherstelbaar zijn, zelfs na gebruik van Fantastape of een reparatiespreuk.
De enige manier om een gebroken stok inderdaad te repareren is een reparospreuk uitspreken over de gebroken stok met de Zegevlier (de enige staf die ieder ander overwint). Zo repareert Harry zijn toverstok.
Hoewel er geen voorschriften zijn over wat voor soort stok bij iemand past, krijgen tovenaars toch meestal de stok die bij hem of haar past. Olivander heeft hier een verklaring voor: de tovenaar kiest niet de staf, maar de staf de tovenaar.
De krachtigste toverstok is zonder meer de Zegevlier. Deze stok is een van de drie Relieken van de Dood en wordt overgedragen door middel van het vermoorden van of overwinnen van de vorige eigenaar. Ook zou je hem kunnen stelen zoals Grindelwald deed met de stok toen Stavlov hem in zijn bezit had.

Toverstaf geeft licht ("Lumos")
Toverstaf geeft sterren

## Tovenaars en hun toverstokken
| Tovenaar                  | Houtsoort    | Kern                                      | Lengte (centimeter)                                                                                            | Opmerkingen/bijzonderheden |
| ------------------------- | ------------ | ----------------------------------------- | --- | --- |
| Fleur Delacour            | Palissander  | Hoofdhaar van een Glamorgana              | 23,5 | De haar komt van haar grootmoeder                                                                                                 |
| Carlo Kannewasser         | Essenhout    | Haar uit de staart van een Eenhoornhengst | 32 | Carlo is, net als de Eenhoorn, vermoord                                                                                           |
| Albus Perkamentus         | Vlier        | Haar van een Terzieler                    | 38,1 | Eigenaar van de Zegevlier |
| Hermelien Griffel         | Wijnstok     | Drakenhartenbloed                         | 27,3 | |
| Gellert Grindelwald       | Vlier        | Haar van een Terzieler                    | 38,1 | Eigenaar van de Zegevlier |
| Rubeus Hagrid             | Eik          |                                           | 40,6 | Gebroken en verwerkt in een paraplu                                                                                               |
| Viktor Kruml              | Haagbeuk     | Drakenhartenbloed                         | 26 | |
| Bellatrix van Detta       | Walnoot      | Drakenhartenbloed                         | 32,4 | Afgepakt door Harry Potter |
| Marcel Lubbermans         | Kers         | Haar uit de staart van een Eenhoorn       | | Marcels oude stok is gebroken tijdens het gevecht in het Departement van Mystificatie.                                            |
| Maria Elizabeth Malkander | Kers         | Haar uit de staart van een Eenhoorn       | 22 | In beslag genomen door het Ministerie van Toverkunst                                                                              |
| Draco Malfidus            | Meidoorn     | Haar uit de staart van een Eenhoorn       | 25,4 | |
| Draco Malfidus, staf N.2  | Vlier        | Haar van een Terzieler                    | 38,1 | Eigenaar van de Zegevlier nadat Perkamentus ontwapend werd op het dak van de Astronomietoren.                                     |
| Lucius Malfidus           | Iep          | Drakenhartenbloed                         | lengte rond de 34 cm, want Voldemort vergelijkt de staf met de zijne en ze blijken ongeveer even lang te zijn. | |
| Peter Pippeling           | Kastanjehout | hartenbloed van een draak                 | 23,5 | Wordt tijdens een duel bemachtigd door Ron                                                                                        |
| Harry Potter              | Hulst        | Staartveer van Felix de Feniks            | 27,8 | De Feniksveer komt van dezelfde Feniks als die in de stok van Marten Vilijn (Voldemort) namelijk Felix, de Feniks van Perkamentus |
| Harry Potter, staf N.2    | Sleedoorn    | onbekend                                  | | Eigenaar na het breken van de eerste staf tot het veroveren van de staf van Draco Malfidus. Door Ron Wemel aan Harry gegeven.     |
| Harry Potter, staf N.3    | Meidoorn     | Haar uit de staart van een Eenhoorn       | 25,4 | De stok is afgepakt van Draco Malfidus.                                                                                           |
| Harry Potter, staf N.4    | Vlier        | Haar van een Terzieler                    | 38,1 | Eigenaar van de Zegevlier nadat Draco Malfidus ontwapend werd                                                                     |
| James Potter              | Mahonie      |                                           | 27,8 | |
| Lily Potter               | Wilg         |                                           | 26 | |
| Marten Vilijn (Voldemort) | Taxus        | Staartveer van Felix de Feniks            | 34,7 | De Feniksveer komt van dezelfde Feniks als die in de stok van Harry Potter, namelijk Felix, de Feniks van Perkamentus             |
| Charlie Wemel             | Es           | Haar uit de staart van een Eenhoorn       | | Een afdankertje voor Ron Wemel |
| Ron Wemel                 | Wilg         | Haar uit de staart van een Eenhoorn       | 35 | Werd Rons toverstok nadat zijn oude was gebroken tijdens de crash van de Ford Anglia                                              |
| Ron Wemel, staf N.3       | Sleedoorn    | onbekend                                  | | Werd door Ron afgepakt van een Bloedhond, later aan Harry gegeven omdat zijn stok kapot was.                                      |
| Zalazar Zwadderich        | Slangenhout  | Deel van Basilisk-hoorn                   | | Eindigt in de handen van Isolt Sayre, oprichtster van Ilvermorny's Hogeschool voor Hekserij en Hocus-Pocus                        |
| Silvanus Staartjes        |              | Haar van een Feniks                       | | Bekend gemaakt op Wizarding World                                                                                                 |